# Дилатантна течност
Дилатантна течност е вид ненютонова течност при която вискозитетът се увеличава с увеличаване на скоростта на деформацията. Те нямат граница на течливост.
Този ефект се получава дисперсни системи, когато частицитете, които се намират в непосредствена близост, са смесени с достатъчно количество течност, която да запълни пространството между тях. При ниски скорости, течността се държи като смазка и дилатантната течност „тече“ лесно. При големи скорости течността не успява да запълни достатъчно бързо празнините между частиците и както триенето между тях, така и ефективният вискозитет на системата нарастват. Често използван пример е системата от царевично нишесте с добавена вода.